# Eleonora Gasparrini
Eleonora Gasparrini   (Torí, 25 de març de 2002) és una ciclista italiana de carretera. Actualment milita a l'equip UAE Team ADQ.

## Palmarès en ruta
- 2019
  -  Campiona d'Itàlia en ruta júnior
  -  Campionat d'Itàlia en contrarellotge júnior

- 2020
  -  Campiona d'Europa en ruta júnior

- 2022
  - 1a a la MerXem Classic

- 2023
  - Vencedora d'una etapa al Volta a Suïssa

- 2024
  -  Campiona d'Itàlia en ruta sub-23
  - 1a al Trofeu Binissalem-Andratx
  - 1a a la La Classique Morbihan
  - 1a al Gran Premi Stuttgart & Region

- 2025
  - 1a al Gran Premi de Morbihan

### Resultats a les grans voltes

#### Tour de França
- 2022: No surt a la 6a etapa
- 2023: 32a posició
- 2025: No surt a la 4a etapa

#### Giro d'Itàlia
- 2024: 35a posició
- 2025: 50a posició